# Colette Langlade

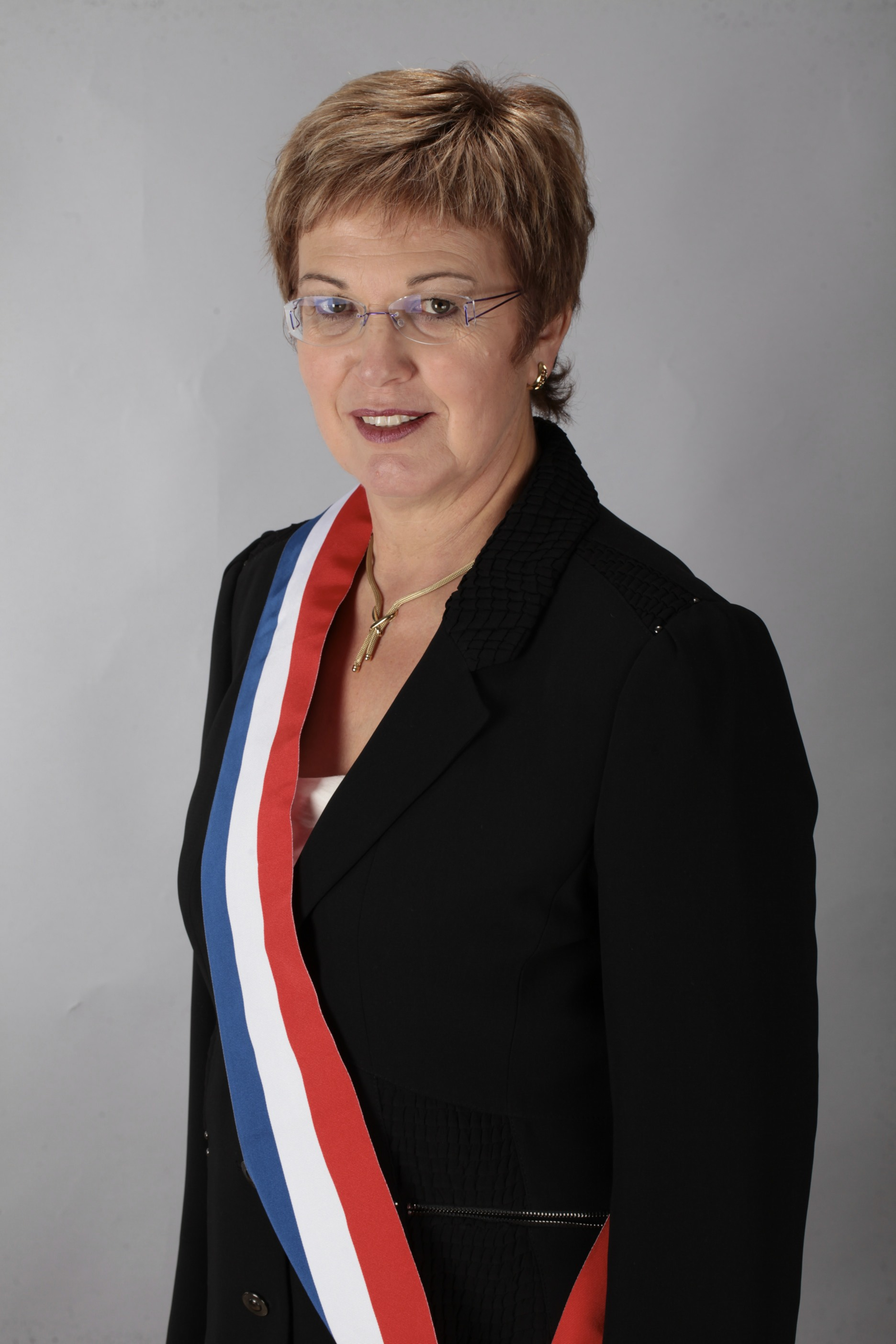
Colette Langlade

Colette Langlade (* 20. Juni 1956 in Sorges, Département Dordogne) ist eine französische Politikerin. Sie ist seit 2008 Abgeordnete der Nationalversammlung.
Langlade arbeitete nach ihrem Studium zunächst als Lehrerin. 2001 stieg sie mit dem Einzug in den Gemeinderat von Thiviers in die Politik ein. Im folgenden Jahr trat sie der Parti socialiste bei. 2007 kandidierte sie bei den Parlamentswahlen als Stellvertreterin von Michel Debet, der im dritten Wahlkreis des Départements Dordogne zum Abgeordneten gewählt wurde. Dieser starb am 6. März 2008 und Langlade trat am folgenden Tag die Nachfolge an. Im selben Monat wurde sie zudem in den Generalrat der Dordogne gewählt, zu dessen Vizepräsidentin sie 2011 wurde. 2012 wurde sie als Abgeordnete wiedergewählt.